# Edouard de Walckiers

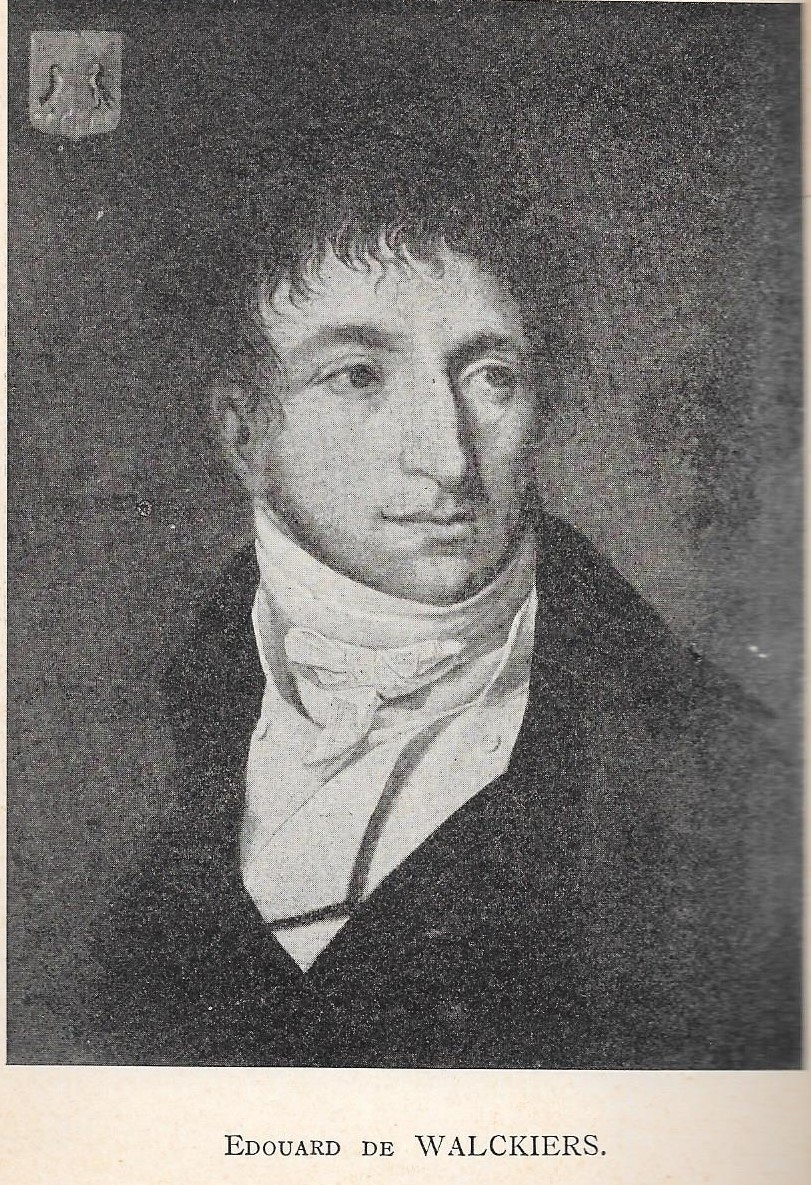
Bankier en revolutionair Edouard de Walckiers

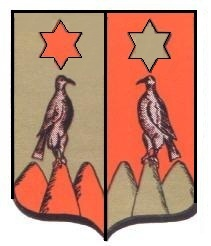
Wapenschild van de familie Walckiers

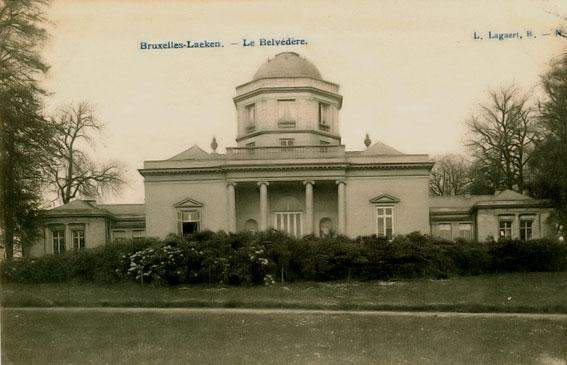
Het Kasteel Belvédère in Laken dat in 1788 gebouwd werd voor Edouard de Walckiers door de architect Antoine Payen l'Aîné

Edouard Dominique Joseph de Walckiers (Brussel, 7 of 17 november 1758 – Parijs, 17 april 1837) was een Brussels bankier en revolutionair. Hij zag af van zijn titel van burggraaf.

## Familie
Edouard was de zoon van Adrien-Ange Walckiers (1721-1799), de laatste heer van Evere, en van Dieudonnée Louise Josephine de Nettine (1736-1789). Zij was erfgename van de Brusselse bank de Nettine, de eerste en belangrijkste bank van de Zuidelijke Nederlanden.
Édouard de Walckiers huwde in 1783 Barbe de Reul (1767-1791), dochter van de griffier van de Raad van State Theodore de Reul, die tevens bankier was. Ze hadden slechts één kind: Louise Jeanne (1784-1825) die in 1801 trouwde met graaf Alexandre Batowski (1758-1874). Edouard huwde een tweede maal in 1799, met Rose-Françoise Renaut (1773-1837). Zijn tweede huwelijk zou twee zonen voortbrengen: Charles-Louis de Walckiers (1793-1849), kolonel bij de cavalerie en Charles-Alphonse de Walckiers (1814-1879).
De Walckiers had een jongere broer, Adrien Walckiers de Saint-Amand, die zich een reputatie opbouwde als fysicus en in 1784 een elektrische machine uitvond. Hij was amper 27 toen hij overleed.

## Levensloop

### Onder de Oostenrijkers
Zoals zijn vader was Walckiers grootbaljuw van Dendermonde. Samen met de bankiers Charles Herries en William Bolts had hij een exclusieve vergunning voor de handel met Indië vanuit Oostende. Na het overlijden van zijn oom, burggraaf André de Nettine in 1766 erfde zijn moeder de Bank de Nettine. Wanneer ook zij overleed nam hij de leiding van de bank. Hij stichtte ook, samen met William Herries, in Brussel een succursale van diens bank in Oostende. De voornaamste aandeelhouder was de bank Nettine. Deze bank werd de bewaarder van de Oostenrijkse schatkist in de Zuidelijke Nederlanden.
Op 16 januari 1784 werd hij ontvanger-generaal van Financiën voor de Oostenrijkse Nederlanden onder keizer Jozef II en landvoogd Albert Casimir. Hij woonde in Brussel in de Brabantstraat (huidige Wetstraat), op de hoek van de Hertogstraat aan het park. Hij nam er in lange erfpacht een eigendom over van de Abdij van Gembloers.
Walckiers was kunst-mecenas en zou verschillende toneelvoorstellingen georganiseerd hebben op het landgoed van de Walckiers in Evere: het "kasteel van Helmet" of "domein Walckiers". In 1788 liet Edouard, bijgenaamd Edouard le Magnifique, het kasteel Belvédère bouwen in Laken, dat later de woonplaats werd van de Belgische koning Albert II. Hij was ook eigenaar van een indrukwekkende bibliotheek, waarvoor hij de geleerde Philippe Baert als bibliothecaris in dienst nam.

### Revolutiejaren
Zodra het geheime vonckistische genootschap Pro aris et focis (Voor Outer en Heerd) in de openbaarheid trad, werd duidelijk dat Walckiers een van de aanhangers zo niet een van de actieve leden was. Naast generaal Van der Mersch die de Belgische Washington werd genoemd, kreeg Walckiers de naam van La Fayette van de Nederlanden. In december 1789 liet de toen dertigjarige bankier op zijn kosten Brabantse kokardes uitdelen in Brussel. Hij speelde ook een belangrijke rol bij het omkopen van (meestal Belgische) soldaten in het Oostenrijkse leger, om ze tot desertie aan te zetten.
Ondanks zijn goede relaties met het Oostenrijks bestuur was Edouard een overtuigd vonckist met sympathie voor de Franse Revolutie en een fervent tegenstander van de statisten van Hendrik van der Noot tijdens de Brabantse Omwenteling in 1789-1790. Hij richtte een eigen compagnie vrijwilligers op, die deelnam aan gevechten tussen statisten en vonckisten. Deze laatste trokken aan het kortste einde en in maart 1790 vluchtte Walckiers, samen met zijn vader en met zijn vennoot Herries, zoals heel wat vonckisten, naar Frankrijk. Hij logeerde in het kasteel van Hem bij Rijsel. Hij ondernam voorzichtige pogingen om weer in de gratie te komen van de Oostenrijkers. Nadat de Verenigde Nederlandse Staten een flop werden en de Oostenrijkers weer de macht namen, keerde Walckiers in januari 1791 naar Brussel terug. In de loop van dat jaar evolueerde Walckiers verder, opnieuw tegen de Oostenrijkers, en vertrok naar Parijs.

### Franse tijd
Terug in Parijs begon Walckiers in de herfst van 1791 te werken met de invloedrijke journalist Lebrun-Tondu aan een plan om met Franse hulp een Belgische democratische republiek tot stand te brengen, die ook Luik zou omvatten. De vonckisten en Luikse patriotten in ballingschap sloten op 26 oktober een alliantie waarin ze zich achter het plan van Walckiers schaarden. Hij had nauwe contacten in de Nationale Vergadering en was bevriend met de voormalige hertog van Orléans, Philippe-Égalité, en met generaal Dumouriez.
Begin 1792 werd Walckiers adjudant-generaal van de Parijse Garde Nationale. Na de Slag bij Jemappes op 6 november 1792 werden de Oostenrijkse Nederlanden bezet door het Franse leger. Philippe-Egalité werd voorlopig vertegenwoordiger van de republiek in Brussel, en Walckiers volgde hem. In hetzelfde jaar werd Edouard samen met zijn neef Jean Joseph Walckiers door de Franse generaal Dumouriez verkozen in het voorlopige bestuur van Brussel. Na de terugkeer van de Oostenrijkers in maart 1793 verhuisde hij naar Parijs. Hij steunde de "democratische" beslissing om de Zuidelijke Nederlanden aan te hechten bij Frankrijk.
Hij kocht een schip aan dat hij La Nation Française doopte en aan Frankrijk schonk. In zijn buitenverblijf in Noyon stond hij aan de zijde van de revolutionairen. Maar omdat hij een vriend was geweest van Dumouriez, van Philippe-Egalité, van Lebrun-Tondu – die korte tijd minister van Buitenlandse Zaken was –, van Madame Roland, en over het algemeen van de girondijnen, werd hij met grote argwaan bekeken. Jean-Paul Marat viel hem scherp aan en de openbare aanklager Fabre d'Eglantine beschuldigde hem van verraad in dienst van de Oostenrijkers.
Hij moest ijlings vluchten en vestigde zich in Hamburg. Hij kwam pas terug naar Frankrijk onder het Directoire. In 1799 trad hij in tweede huwelijk met de operadiva Rose Renaud. Het bleek toen wel dat hij nogal geruïneerd was. In ieder geval onthield hij zich van alle verdere politieke of financiële activiteiten. In 1802 deed hij afstand van de erfenis van zijn vader (onder meer van het domein Walckiers in Evere). Hij leefde voortaan van zijn wedde als bescheiden ambtenaar in de Franse administratie.
Na een dertigtal jaren in relatieve armoede en anonimiteit te hebben geleefd, stierf hij op 17 april 1837 in Parijs. Vanwege zijn democratische overtuigingen maakte hij nooit meer gebruik van zijn adellijke titel, alhoewel die toch nog vermeld werd op de aangifte van nalatenschap. Fransman geworden, vroeg hij nooit een herstel van zijn nationaliteit of van zijn adellijke status aan, noch onder het Verenigd Koninkrijk der Nederlanden noch onder het Belgisch koninkrijk. Het is pas vele decennia later dat een paar kleinzoons een erkenning aanvroegen en verkregen.